# Sputnik (komiks)
Sputnik je fiktivní postava z komiksů firmy Marvel Comics. Byl vytvořen Markem Gruenwaldem a Kieronem Dwyerem. Má schopnost manipulovat mechanickými systémy.

## Fiktivní biografie
Syntezoid původně známý jako Sputnik byl členem skupiny Supreme Soviets. S týmem byl vyslán sovětskou vládou zajmout Soviet Super-Soldiers, kteří se pokoušeli zběhnout do Spojených států. Sputnik byl zamaskován iluzí, aby vypadal jako Vision, člen Avengerů - elitní americké jednotky superhrdinů. Avšak Kapitán Amerika nakonec Supreme Soviets porazil a osvobodil těžce zkoušené Soviet Super-Soldiers.
Sputnik později změnil své jméno na Vostok, když se ze Supreme Soviets stal People's Protectorate. Poté se tým rozpadl a sloučil s Soviet Super-Soldiers, aby vytvořil Winter Guard. Doprovázel svůj tým do Limba, kde sloužil Immortovi výměnou za oživení Darkstar. Když se jeho spolubojovníci vrátili na Zemi, nebyl Sputnik mezi nimi.
Osoba nazývající se Sputnik se také objevila jako člen Supreme Soviets. Jedná se o lidského hackera, který nosí kostým podobný původnímu Sputniku, a používá technologii napodobující Sputnikovy síly.

## Výskyt v komiksech
Sputnik se poprvé objevil v komiksu Captain America #352-353 (duben-květen 1989). Následně se objevil pod jménem Vostok v Avengers #319-324 (červen-říjen 1990), Incredible Hulk #393 (květen 1992), Soviet Super-Soldiers #1 (listopad 1992), Quasar #54 (leden 1994), Iron Man #9-10 (říjen-listopad 1998), Maximum Security 33 (leden 2001), and Thunderbolts #57 (prosinec 2001). Dále se vyskytl v Oficiální příručce Universa Marvelu '89 #7 v části věnované Supreme Soviets.